# Куманово (община)
Кума́ново (макед. Општина Куманово) — община в Северной Македонии. Расположена в северной части страны у границы с Сербией. Население составляет 105 484 человека (2002 год).
Административный центр — город Куманово.
Площадь территории общины 509,48 км².
Граничит с общинами Северной Македонии:
- на северо-западе — с общиной Липково;
- на западе — с общиной Арачиново;
- на юго-западе — с общиной Илинден;
- на юге — с общиной Петровец;
- на юго-востоке — с общиной Свети-Николе;
- на востоке — с общиной Кратово;
- на северо-востоке — с общиной Старо-Нагоричане.

На севере граничит с общиной Трговиште Пчиньского управленческого округа Сербии.
В состав общины кроме города Куманово входят ещё 47 сёл: Агино-Село, Бединье, Беляковце, Биляновце, Брзак, Вакав, Винце, Габреш, Горно-Коняре, Градиште, Далга, Доброшане, Довезанце, Долно-Коняре, Живинье, Зубовце, Ячинце, Карабичане, Клечевце, Кокошинье, Колицко, Косматац, Кутлибег, Кучкарево, Кашанье, Лопате, Любодраг, Мургаш, Ново-Село, Новоселяне, Орашац, Пезово, Проевце, Пчиня, Режановце, Речица, Романовце, Скачковце, Сопот, Студена-Бара, Сушево, Табановце, Тромегя, Умин-Дол, Черкези, Четирце и Шупльи-Камен.

## Исторические судьбы
Предположительно имя главного города общины восходит к тюркскому племени куманов — они же половцы. Известно, что в 1241 г., накануне Монгольского вторжения в Венгрию, мадьярские дворяне-заговорщики убили проживавшего в Пеште половецкого хана Котяна Тертера и его сыновей (подозревая, скорей всего, безосновательно, что Котян может переметнуться к Батыю). После смерти любимого вождя большая часть половцев покинула Венгрию и ушла в подданство к юному болгарскому царю Коломану I. Существует предание, что небольшая фратрия куманов обосновалась тогда невдалеке от села Жеглигово.
Однако, населённый пункт Куманово впервые упоминается лишь в 1519 году, в одном из турецких документов, как село в составе Нагорицкой нахии, входившей в Кюстендильский санджак. В XVII веке Куманово уже имело статус города (с конца XVI в. — административным центром нахии). Как писал в 1660 году Эвлия Челеби, в Куманове было около 600 домов, мечеть и медресе.
В 1689 году, во время австрийского наступления на Балканы, здесь взошла звезда македонского героя Карпоша, провозглашённого и признанного «королём Куманова». Куманово стало столицей повстанческого королевства, куда вошли ближние города Табановце, Нагоричане, Стрезовце и Клечовце. В Куманове и в Кривой Паланке Карпош провёл фортификационные работы... После отступления австрийской армии Карпош пытался сопротивляться османской власти в одиночку, но его гайдуки были быстро разгромлены соединёнными силами турок и крымских татар Селим-Гирея. Куманово и соседние города были разорены турками. О судьбе самого Карпоша имеются противоречивые сведения. По некоторым данным, после подавления восстания, он был посажен на кол османскими властями в центре Скопье.
В начале XX века в ещё не сбросившей турецкое иго Македонии обострились болгаро-сербские противоречия. В 1905 году македонский национальный герой Крыстю Лазаров ликвидировал руководителя великосербской пропаганды в городе Куманово. C 1907 года Лазаров — Кумановский районный воевода. Правда, его чета состоит всего из 8 человек. После Младотурецкого переворота Крыстю Лазаров перешёл 16 июля 1908 г. на легальное положение. Это был весьма короткий период братания турок с христианами. Уже в следующем, 1909 году, воевода Лазаров счёл за лучшее эмигрировать в Болгарию. В отличие от него, другой македонский воевода — Яне Санданский — запятнал себя преступным сотрудничеством с уже раскрывшими свою суть младотурками.
Недалеко от города Куманово, 23 октября 1912, года состоялась Кумановская битва, в ходе которой сербские и болгаро-армянские силы одержали победу над турецкими войсками и обратили их в бегство. Это была одна из битв Первой Балканской войны. Одним из героев той битвы был Крыстю Лазаров, сражавшийся, по иронии судьбы, рука об руку с сербами. Которые вскоре захватили Кумановскую общину в ходе Второй Балканской войны.

В 1919—1931 годах Лазаров — на подпольной работе в Югославии: в качестве Кумановского околийского воеводы, он продолжил борьбу против сербской власти, защищая македонских болгар от национального гнёта. Как подчёркивал историк Любомир Милетич, 
Македонские болгары принуждены силой защищаться от насилия. Это священное право всякого угнетённого народа.
В 1941 году Лазаров вернулся в родные края в составе оккупационной Болгарской армии, народ встречал легендарного воеводу с великим почётом. В качестве воеводы Кумановской контрачеты, Лазаров оперировал против коммунистических партизан Народно-освободительной армии Югославии, штаб которых находился в албанском селе Матейче. 17 октября 1941 г. Лазаров наголову разгромил Козячский партизанский отряд. Титовцы ему этого не простили.
В сентябре 1944 года, по приказу коммуниста-титовца Светозара Вукмановича-Темпо, в Куманове без суда и следствия были убиты македонские национальные герои — воеводы Крыстю Лазаров, Тодор Сопотский и Игнат Мангыров (Мангъров).
10 мая 2015 года албанские боевики напали на город Куманово, в результате чего были убиты 8 полицейских и 1 мирный житель. 14 нападавших также были убиты, а ещё более 30 боевиков сдались. Министерство внутренних дел Республики Македонии назвало вооруженных боевиков «хорошо подготовленной террористической группой», прибывшей из соседней страны, чтобы нападать на государственные учреждения.

## Население
Этническая структура населения в общине по переписи 2002 года:
- македонцы — 63 746 чел.;
- албанцы — 27 290 чел.;
- сербы — 9062 чел.;
- цыгане — 4256 чел.;
- турки — 292 чел.;
- арумыны — 147 чел.;
- боснийцы — 20 чел.;
- остальные — 671 чел.;